# Хе'еја
Хе'еја (енгл. Heeia) насељено је место за статистичке потребе у америчкој савезној држави Хаваји. По попису становништва из 2010. у њему је живело 4.963 становника.

## Демографија
Према попису становништва из 2010. у граду је живело 4.963 становника, што је 19 (0,4%) становника више него 2000. године.
| Група             | 2000.         | 2010.         |
| Белци             | 1.214 (24,6%) | 1.142 (23,0%) |
| Афроамериканци    | 22 (0,4%)     | 17 (0,3%)     |
| Азијати           | 2.019 (40,8%) | 1.974 (39,8%) |
| Хиспаноамериканци | 239 (4,8%)    | 291 (5,9%)    |
| Укупно            | 4.944         | 4.963         |